# Sydney, lady Morgan

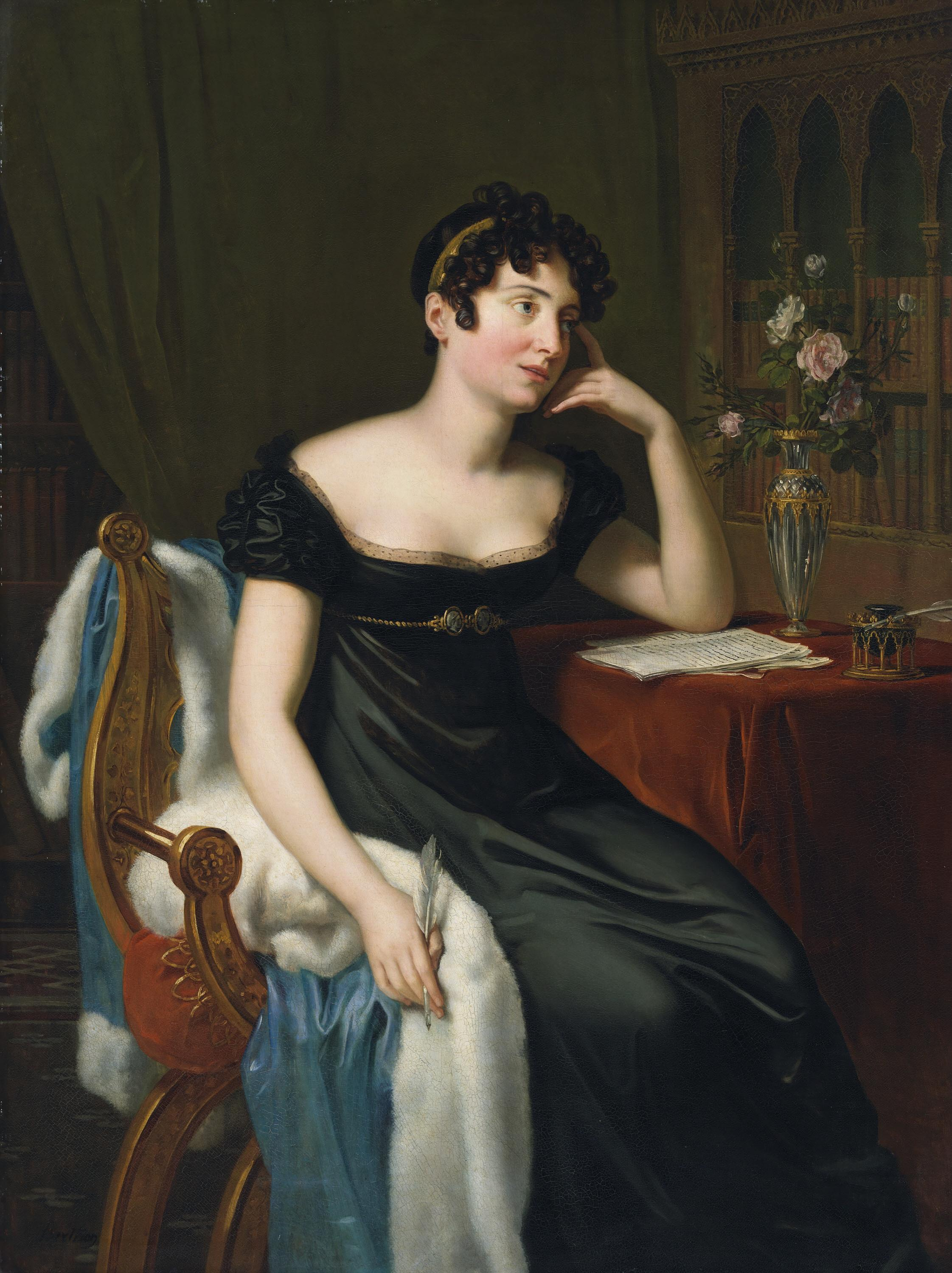
Sydney, lady Morgan.

Sydney, lady  Morgan, född Owenson omkring 1783 i Dublin, död den 14 april 1859, var en irländsk författarinna.
Sydney Owenson fick en god uppfostran och uppträdde brådmogen med vittra alster, men väckte uppseende först med romanen The wild irish girl (1806). År 1812 gifte hon sig med läkaren sir Thomas Charles Morgan och vistades med honom långa tider i Frankrike och Italien. Änka 1843, åtnjöt hon statspension och var in i sena ålderdomen bemärkt för sitt fortsatta skriftställeri och sin glänsande konversationsgåva. Hennes romaner, bland vilka de bästa anses vara O'Donnel (1814) och The O'Briens and the O'Flahertys (1827), utmärks av humor och en livlig skildring av nationella karaktärsdrag. Vidare kan nämnas romanen Ida, a woman of Athens (1809), reseskildringarna France (1817), Italy (1821) och France in 1829 (1830), monografin Life and times of Salvator Rosa (1824), The book of the boudoir (1829), Woman and her master (1840), i vilket arbete kvinnokönets historia tecknas, och Passages from my autobiography (två band, 1859; fortsättning utgiven av William Hepworth Dixon, 1862).

## Svenskaöversättningar

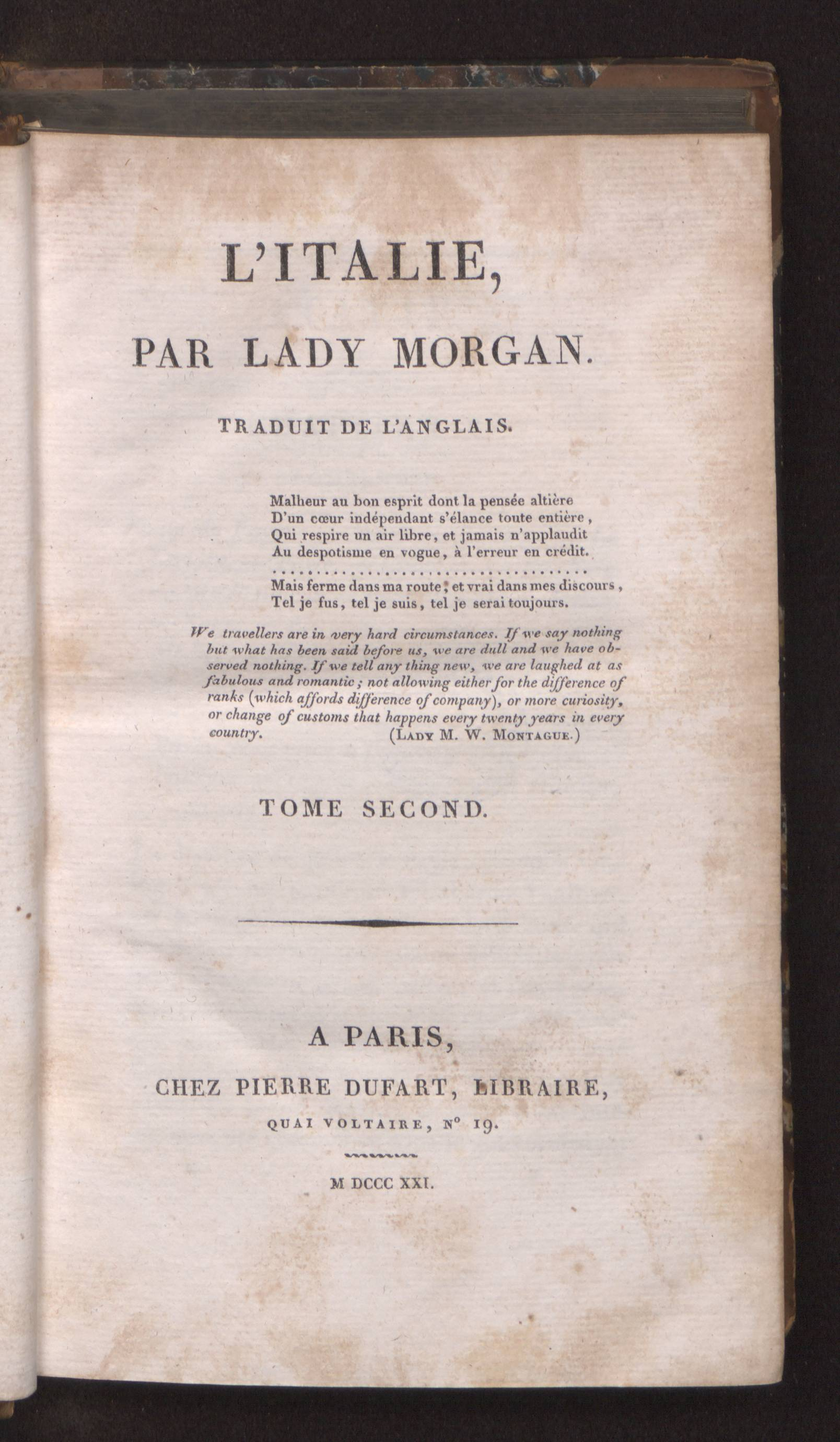
Italie, t. 2, 1821

- Imogene, eller Den unga nunnan i Sanct Dominici kloster ("roman af miss Owenson", anonym översättning, Örebro, 1818)
- Lady Morgans resa i Frankrike (översättning G.W. Bergström, Hæggström, 1822)
- Ida, eller Grekland (Bruzelius, 1822)
- Lady Morgans resa uti Italien (översättning G.W. Bergström, Hæggström, 1823-1825)
- Prophetiszan i Caschimir, eller Trons kraft och kärlekens låga (anonym översättning, Mariefred, 1827)
- Flora Macarthy, eller Irland (anonym översättning, Walldén, 1827-1828)
- Frankrike åren 1829-30 (översättning Georg Svederus, Hæggström, 1831)
- Handbok för den elegante verlden, eller strödda anteckningar (översättning Adolf Regnér, Stockholm, 1832)